# Zawody kolarskie w Pradze (1882)
Zawody kolarskie w Pradze w 1882 – pierwsze zawody kolarskie w historii Czech, które odbyły się 28 września 1882 na terenach Invalidovni (Praga-Karlín).
Tor wyścigowy należący do Klubu velocipedistů na Smíchově miał długość dwustu metrów z płytkimi zatokami. Podczas zawodów przyznano pierwszy tytuł mistrza Czech na dystansie 10 kilometrów – zwycięzcą był Huber z Monachium. Podczas zawodów zrodził się pierwszy pomysł na stworzenie związku czeskich cyklistów.